# Chornomorske
Chornomorske o Chernomórskoye (en ucraniano: Чорноморське, en ruso: Чёрноморское, en tártaro de Crimea: Aqmeçit) es una ciudad portuaria situada en el noroeste de la península de Crimea, en la costa del mar Negro. Chornomorske se encuentra en el extremo norte de la península de Tarjankut. Es una ciudad turística en rápido y continuo desarrollo, y la ciudad más grande de la costa del noroeste de Crimea, un territorio reconocido por la mayoría de los países como parte de Ucrania (la República Autónoma de Crimea) y ocupado por Rusia como la República de Crimea. Está ubicado en el extremo norte de la península de Tarkhankut. Población: 11.267 (censo de 2014); 11.643 (censo de 2001).

## Historia

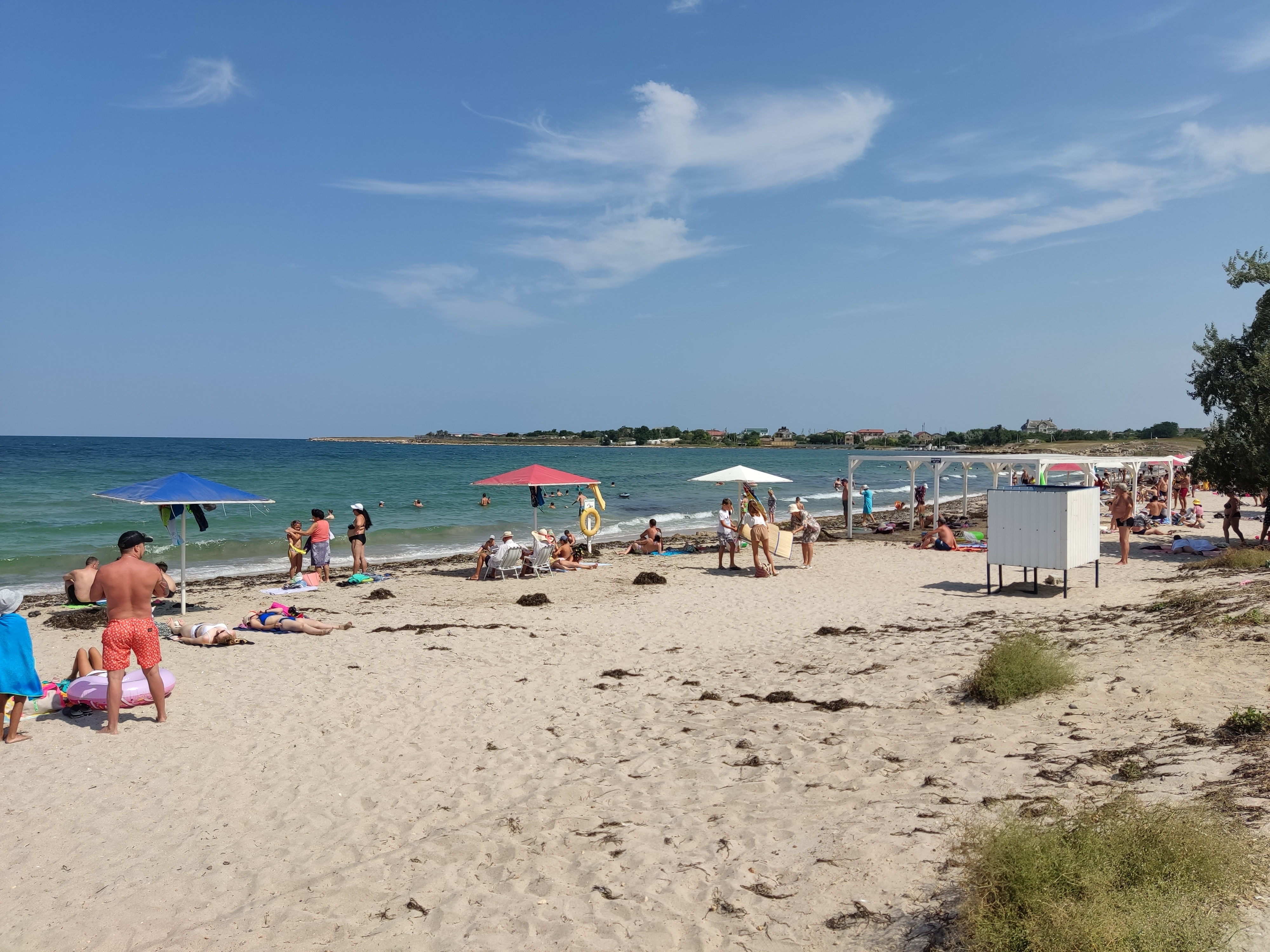
Playa.

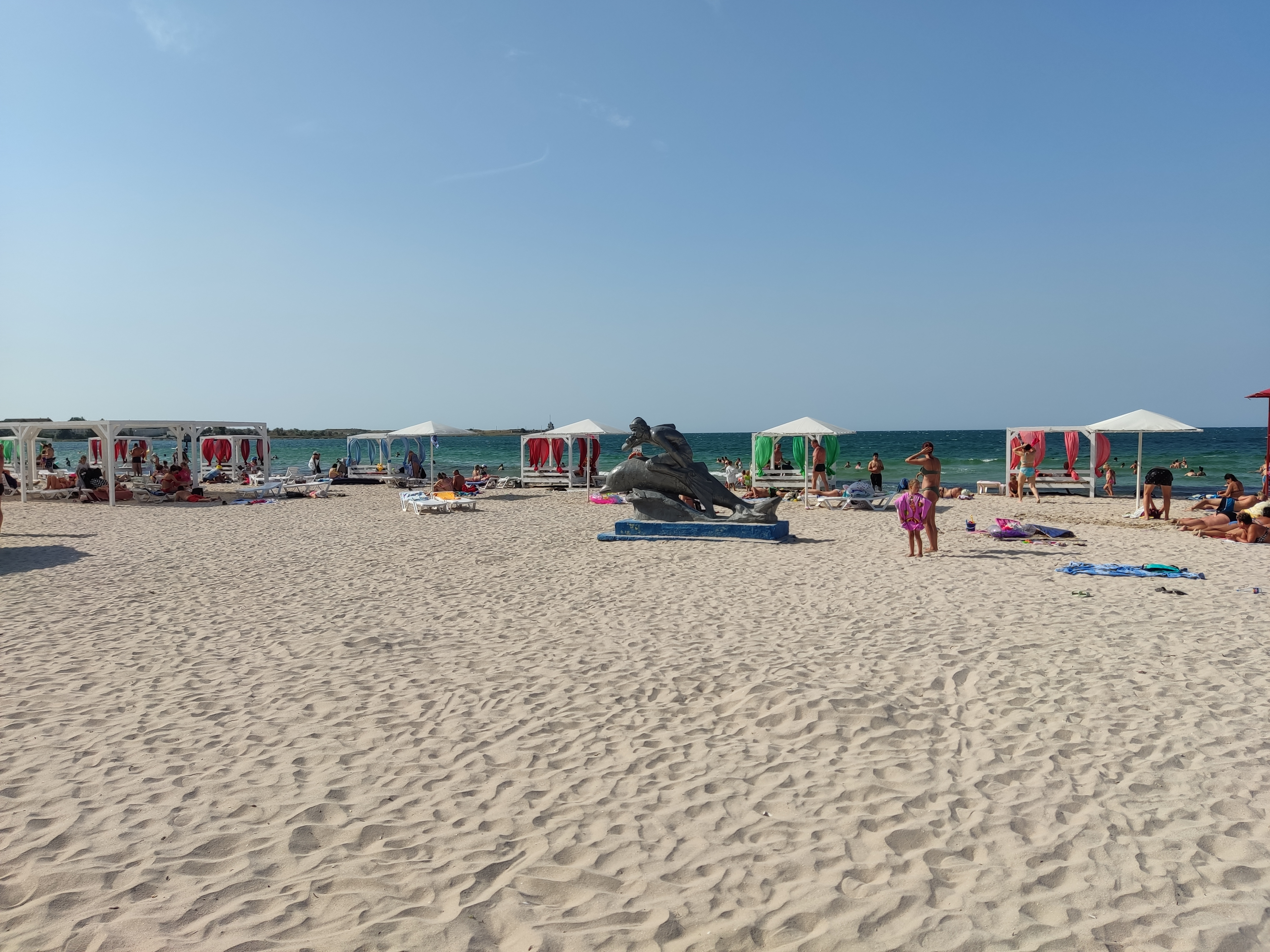
Playa.

Los primeros habitantes de la orilla de la estrecha bahía actual fueron los griegos, como parte de la colonización griega del Mar Negro. La ciudad de Kalos Limen ( Καλός Λιμήν – Puerto Hermoso) fue fundada en este sitio por Quersoneso en la segunda mitad del siglo IV a. C. Fue uno de los centros importantes de agricultura y comercio, tanto entre los centros griegos como entre los escitas . A mediados del siglo II a. C., en la guerra greco-escita, la ciudad había sido capturada por los escitas. Aunque fue liberada por la intervención póntica a fines del siglo II, volvió a caer bajo control escita a mediados del siglo I a. C. y principios del siglo II d. C. El control escita terminó definitivamente a partir de entonces, posiblemente debido a la intervención romana.
En ruso, el asentamiento se conocía originalmente como Ak-Mechet (Ак-Мечеть), del tártaro de Crimea " Aqmeçit ", que literalmente significa una mezquita blanca. Aquí solía existir una mezquita con un alto minarete blanco. Después de que los tártaros de Crimea fueran deportados por la fuerza en 1944, el asentamiento recibió su nombre actual, que alude a la ubicación costera del asentamiento en el Mar Negro.

## Economía
Chornomorske es un centro de perforación offshore y puerto base en la península, de donde deriva el nombre de la empresa Chornomornaftogaz.

## Clima
El clima de Chornomorske es semiárido y fresco ( Köppen BSk ), con veranos muy cálidos e inviernos fríos, aunque no severos. Las precipitaciones son escasas y más intensas en los meses de otoño, cuando las depresiones ciclónicas pueden producir lluvias importantes.